# اسکایلند استیتز (ویرجینیا)
اسکایلند استیتز (به انگلیسی: Skyland Estates) یک منطقهٔ مسکونی در ایالات متحده آمریکا است که در شهرستان وارن، ویرجینیا واقع شده‌است. اسکایلند استیتز ۸۳۰ نفر جمعیت دارد.